# ليوناردا جنجولي
ليوناردا جنجولي (بالإيطالية: Leonarda Cianciulli)‏ قاتل متسلسل إيطالية ولدت في مونتيلا - نابولي - إيطاليا عام 18 أبريل 1894.

كانت ولادتها ثمرة تعرض والدتها للإغتصاب على يد أحد رعاة الماشية أثناء عودتها للمنزل من دير قريب، وكان عمر والدتها آنذاك أربعة عشر عاما، وقد أجبرها أهلها على الزواج من مغتصبها (والد جنجولي) بعد ظهور بوادر الحمل عليها درءاً للفضيحة.

## حياتها
لا يعرف الكثير عن طفولة جنجولي، فأغلب المعلومات المتوافرة عنها مستقاة من كتاب مذكرات منسوب إليها يقال بأنها كتبته في السجن، لكن هناك شكوك حقيقية تحوم حول ذلك، فجنجولي كانت ذات تعليم بسيط لا يتجاوز المرحلة الابتدائية، وعليه فإن تأليفها لكتاب من عدة مئات من الصفحات يبدو أمرا مستبعدا، وقد يكون محاميها هو الذي ألّف الكتاب ونشره بغرض التربح من شهرة موكلته.

الكتاب يشير إلى أن ليوناردا جنجولي أبصرت النور عام 1894 في بلدة صغيرة تدعى مونتيلا بالقرب من مدينة نابولي الإيطالية. كانت ولادتها ثمرة تعرض أمها للإغتصاب على يد أحد رعاة الماشية أثناء عودتها للمنزل من دير قريب، وكان عمرها آنذاك أربعة عشر عاما، وقد أجبرها أهلها على الزواج من مغتصبها، أي والد السيدة جنجولي، بعد ظهور بوادر الحمل عليها درءاً للفضيحة.

مشاعر الأم تجاه ابنتها كان يشوبها الكثير من الفتور والنفور، فإبنتها لم تكن تعني لها سوى ذكرى بغيضة وأليمة سلبتها براءتها وشبابها، وتأزمت العلاقة أكثر بين الأم وإبنتها بعد موت (والد السيدة جنجولي) وزواج الأم برجل آخر، فأصبحت (ليوناردا) وحيدة منبوذة حتى من قبل أشقائها وشقيقاتها، وانعكس ذلك كله على صحتها ونفسيتها فكانت ضعيفة البنية تداهمها نوبات صرع من حين لآخر.

وقد زعمت (السيدة جنجولي) في المذكرات بأنها حاولت الانتحار شنقا مرتين خلال تلك الفترة البائسة من حياتها، في المرة الأولى استطاعوا إنقاذها في اللحظة الأخيرة، وفي المرة الثانية انقطع الحبل

وفي كلا المرتين نظرت أمها إليها باحتقار وقالت لها: «أنا آسفة حقا لأنكِ ما زلتِ على قيد الحياة».

صورة ليوناردا جنجولي في شبابها.

في فترة المراهقة ذاع صيت (ليوناردا) بسبب جرأتها وسوء سمعتها، يقال بأنها عاشرت العديد من شباب بلدتها، ربما لتعطشها للحب المفقود في علاقتها مع أمها وعائلتها.

وفي عام 1917 تزوجت من موظف حكومي يدعى (رافائيل بانزاردي)، تزوجته بالرغم من معارضة أهلها الذين كانوا يخططون لتزويجها من أحد أقاربهم (الموسرين)، لكنها أصرت على مخالفة رغبتهم، وخلال زفافها اقتحمت أمها الغاضبة الحفل وألقت عليها لعنة أمام جميع المدعوين حيث صرخت بها قائلة: «أرجوا أن يموت جميع أطفالك»، وقد تركت تلك اللعنة أثراً بليغا في نفس السيدة جنجولي، وكانت دافعا رئيسيا لما ارتكبته من جرائم لاحقا.
الزواج لم يحسن من سلوك ليوناردا كثيرا، بل ربما زادها شراسة ومشاكسة، فسجنت مرتين، الأولى عام 1918 بتهمة (الاحتيال)، والثانية عام 1919 لتهديدها أحد الأشخاص بالسكين.

وفي عام 1921 انتقلت إلى بلدة زوجها، وهي بلدة صغيرة تدعى (لوريا)، لكن سمعتها السيئة سرعان ما لحقت بها إلى هناك، فاشتهرت بين السكان بأنها امرأة سهلة المنال (مشاكسة - عدوانية - محتالة - لا تتورع عن القيام بأي شيء من أجل المال).

وفي عام 1927 سُجنت لمدة عشرة أشهر بتهمة النصب والاحتيال، وبعد خروجها من السجن انتقلت لتعيش في منزل صغير عند أطراف بلدة (لاتدونيا)، لكن ذلك المنزل تهدّم على أثر زلزال مدمر عام 1930, وبواسطة مال التعويضات الذي حصلت عليه من الحكومة الإيطالية إشترت منزلا جديدا في بلدة كوريجيو بشمال إيطاليا. وهناك تبدلت أحوالها كثيرا، افتتحت دكانا صغيرا لبيع الملابس والخردوات، واكتسبت شعبية كبيرة لدى السكان الذين لم يكونوا يعلمون شيئا عن ماضيها، كل ما عرفوه عنها هو أنها سيدة طيبة ومثابرة، وزوجة وأم محترمة، وربة بيت مدبرة تصنع الصابون في المنزل، وتعد كعكا لذيذا، ولها دراية بقراءة الكف والطالع والوصفات السحرية.

## الضحايا
عُرف عن (السيدة جنجولي) شدة حبها لأبنائها وحرصها الكبير عليهم، لم يكن أي شخص في البلدة، من الكبار والصغار، يجرؤ على المساس بأي منهم، لأن أمهم كانت ستفقد رشدها تماما إذا ما تعرض أي منهم للأذى، كانت مستعدة للمضي إلى أبعد الحدود من أجل الدفاع عنهم وحمايتهم.

ولهذا فإن دخول إيطاليا للحرب العالمية الثانية صار بمثابة الكابوس بالنسبة لها، أصبحت مرعوبة من أن يتم استدعاء ابنها الأكبر (جوزيف) للخدمة في الجيش، وكان جوزيف الأحب إلى قلبها من بين أبنائها، وكان يروم إكمال دراسته في جامعة ميلانو، لكن إشاعات انتشرت في طول البلاد وعرضها عن نية موسوليني استدعاء جميع الشباب للخدمة العسكرية الإجبارية، وكان ذلك بمثابة ناقوس الخطر (للسيدة جنجولي) التي قررت بأن الوقت قد حان لتقديم أضحية بشرية جديدة من أجل إنقاذ ولدها المحبوب.

صورة لموقد السيدة جنجولي ووعاء الصابون التي وضعت فيه ضحاياها.

وقد حرصت على اختيار ضحاياها بعناية كبيرة من بين النسوة المترددات عليها وكانت (الآنسة فوستينا سيتي) هي خيارها الأول، قامت بقتلها وتقطيعها إربا. أما ضحيتها الثانية فكانت أرملة تدعى (فرانشيسكا سوافي) أغرتها (السيدة جنجولي) بتدبير وظيفة لها كمعلمة في مدرسة للبنات في بياتشنزا بشمال إيطاليا، أخبرتها كذبا بأنها تعرف الكثير من المسئولين النافذين، وبأنها تستطيع توظيفها بإيماءة صغيرة من إصبعها، أقنعتها بأن لا تخبر أحدا عن الوظيفة الجديدة ولا عن نيتها الرحيل عن البلدة، وذلك دفعا للحسد والعين الشريرة، وطلبت منها أن تأتي إلى منزلها فجر اليوم الذي ستغادر فيه البلدة لكي تستلم أمر التعيين، وأن لا تحمل معها سوى القليل من الملابس وأن تأتي بجميع مدخراتها المالية، وطبعا كان ذلك آخر مشوار في حياة السيدة (سوافي)، إذ لم يرها أحد بعد ذلك.

صور ضحايا السيدة جنجولي.

الضحية الثالثة كانت تدعى (فيرجينيا كاجوبو)، وعلى العكس من الضحيتين السابقتين فإن الآنسة (كاجوبو) كانت تتمتع بقدر من الشهرة والجمال، إذ عملت لفترة من حياتها كمغنية سوبرانو وغنّت في بعض المسارح الإيطالية المرموقة، لكن جمالها وشهرتها كانا في طور الذبول والنسيان بحكم تقدمها في السن، ولهذا لجأت إلى (السيدة جنجولي) لتساعدها في العودة إلى أيام مجدها.

ولم تبخل عليها (السيدة جنجولي) بالمساعدة!، فزعمت بأنها عثرت لها على وظيفة مناسبة كسكرتيرة لرجل نبيل من كبار مدراء المسارح ودور الأوبرا في مدينة البندقية، وأقنعتها بأن عملها مع هذا الرجل سيتيح لها فرصة العودة إلى دائرة الضوء من جديد.

وكالعادة حثتها على أن لا تخبر أحدا عن الوظيفة الجديدة ونية السفر، ثم طلبت منها أن تزورها فجر يوم الرحيل لكي تعطيها عنوان الرجل النبيل المزعوم مع رسالة توصية.

وهكذا تحدد المصير المشئوم للآنسة فريجينيا كاجوبو، فانتهى بها المطاف إلى قدر الصابون بعد أن سلبتها السيدة جنجولي جميع مدخراتها.

## المحاكمة

أدوات القتل التي استعملتها السيدة جنجولي مع صورتها وصور ضحاياها.

بعد عدة أسابيع على مقتل (الآنسة كوجوبو) توجهت زوجة شقيقها إلى الشرطة للإبلاغ عن اختفائها المفاجئ، أخبرتهم بأنها رحلت في ساعة مبكرة من الصباح من دون أن تتفوه بكلمة واحدة عن وجهتها، وبأنها أخذت معها حقيبة ملابس صغيرة وجميع مدخراتها، وبأنها شوهدت آخر مرة وهي تدخل منزل (السيدة جنجولي) التي كانت تكثر من زيارتها في الأيام التي سبقت اختفاىها، وكان ذلك آخر العهد بها، إذ لم يرها أحد بعد ذلك.

الشرطة ذهبت إلى منزل السيدة جنجولي من أجل الاستفسار عن مصير (الآنسة كاجوبو)، فأخبرتهم عن قصة الوظيفة الجديدة وعن رحيل (الآنسة كاجوبو) إلى البندقية.

لكن تحقيقات الشرطة كشفت كذب (السيدة جنجولي)، فالرجل النبيل الذي زعمت بأن (الآنسة كاجوبو) ذهبت للعمل لديه لم يكن له وجود، وهكذا بدأت الشرطة ترتاب في (السيدة جنجولي)، وبمواجهتها بكذبها، وبتهديدها بتوجيه تهمة الاختطاف إلى ابنها (جوزيف)، انهارت السيدة جنجولي سريعا واعترفت بكل شيء، وقد استغل المحققون ذلك أفضل استغلال، فطفقت تحدثهم عن جرائمها بالتفصيل، وعن ما فعلته بجثث الضحايا، (كيف أذابتها في الماء المغلي - وكيف صنعت منها الصابون بعد إضافة الصودا - وكيف ألقت ما تبقى من العظام والشعر في البالوعة - وكيف استعملت الدم في صنع الكعك) وهو حديث وجد محققو الشرطة صعوبة بالغة في تصديقه، فكيف لامرأة بهذا العمر والحجم أن تقطع جثة بشرية بسرعة كبيرة إلى درجة أن أبنائها الساكنين معها في ذات المنزل لا يشعرون بذلك.

السيدة جنجولي أخبرتهم بأن العملية كلها، أي القتل والتقطيع وتنظيف الدم ورمي العظام، لا تأخذ منها سوى 12 دقيقة، وللتأكد من ذلك يقال بأن المحققين أخذوها إلى مشرحة المدينة وأعطوها فأسا وسكينا ثم طلبوا منها أن تقطع إحدى الجثث خلال 12 دقيقة فقط!.
حيث كانت تضع الجثة بقدر صنع الصابون بعد تقطيعها وتضع فوقها كمية وافرة من الصودا ما يسهم بسرعة تحللها ودهون الجثث تقوم بخلطها مع مواد تصنيع الصابون خاصة بأنها كانت ماهرة بتصنيعه

صورة لمحاكمة السيدة ليوناردا جنجولي.

محاكمة (السيدة جنجولي) شغلت الرأي العام الإيطالي بأسره، وطغت أخبارها لفترة على أخبار المعارك المحتدمة في جبهات القتال.

(السيدة جنجولي) دافعت عن نفسها أمام المحكمة بأنها فعلت ما فعلت فداء لأطفالها من الموت، وأسهبت في الحديث عن شبح أمها التي كانت تظهر دوما في كوابيسها وتهددها بأخذ المزيد من أطفالها ما لم تحصل على دماء جديدة.

لكن المحكمة لم تقتنع بهذه الحجج، ورأى المدعي العام بأن الدافع الحقيقي للجرائم هو سلب مدخرات الضحايا.

وشكّك في أن تكون (السيدة جنجولي) قد ارتكبت جرائمها وحدها، متهما إبنها الأكبر بمساعدتها.

لكن المحكمة لم تجد أي دليل يدينه فبرأت ساحته وأطلقت سراحه، أما (السيدة جنجولي) فقد نالت حكما بالسجن لمدة 33 عام، ثلاث أعوام منها تقضيها في مصحة للأمراض العقلية وثلاثين عاما أخرى في السجن، أي تماما كما أخبرتها الغجرية قبل سنوات طويلة.حيث تكهنت الغجرية بعد رؤية طالعها بأن آخر سنوات عمرها ستكون نصفها بالمشفى وكانت المصحة والنصف الآخر بالسجن وهذا ما حدث فعلاً .

## وفاتها
(السيدة جنجولي) ماتت وحيدة في المصحة العقلية عام 1970 ودُفنت في مقبرة الفقراء والمشردين في بوزولي، لا أحد طالب بجثتها، ولم يحضر دفنها أحد.

إحدى الراهبات تتذكر (السيدة جنجولي) قائلة: «بالرغم من تشوقنا لتناول الحلويات لأننا لا نحصل عليها كثيرا، وبالرغم من مهارة السيدة جنجولي في صناعة الكعك، إلا أن أحدا لم يجرؤ على تناول ولو قطعة صغيرة من الكعك الذي كانت تعده في المصحة طيلة 24 عاما، كان العاملون والمرضى والسجناء يرتعبون من رؤيته، بعضهم زعموا بأنه يحتوي على وصفات سحرية شريرة فيما آمن آخرون بأنه مصنوع من الدم، لذلك لم يأكله أحد سوى السيدة جنجولي نفسها».